# Biosynteza
Biosynteza, synteza biologiczna – proces biologiczny składający się na anabolizm. Zachodzi w organizmach żywych, w wyniku czego powstają związki organiczne, m.in. białka, tłuszcze i węglowodany. Biosynteza zachodzi w każdej żywej komórce, choć najintensywniej (zwłaszcza biosynteza białka) w komórkach rozwijających się, które mogą zużywać do tego nawet 90% energii dostępnej dla organizmu. Substratami są m.in. glicyna, ryboza, pirogronian, glicerol, itp. Wymagane jest także dostarczenie energii z ATP oraz obecność specyficznych enzymów.
Przykładem pierwotnej biosyntezy, która ma bardzo istotne znaczenie na istnienie i funkcjonowanie świata żywego jest fotosynteza.